# Miranda do Corvo
Miranda do Corvo is een gemeente in het Portugese district Coimbra.
De gemeente heeft een totale oppervlakte van 126 km2 en telde 13.069 inwoners in 2001.

## Plaatsen in de gemeente
- Lamas
- Miranda do Corvo
- Rio Vide
- Semide (da qual faz parte a aldeia do Senhor da Serra)
- Vila Nova